# De Hoeven (Heusden)
De Hoeven is een buurtschap in de gemeente Heusden in de Nederlandse provincie Noord-Brabant. De buurtschap ligt 2 kilometer ten noorden van Nieuwkuijk, ten westen van de kern Haarsteeg.
De buurtschap is ontstaan in het verlengde van Haarsteeg, langs de Hoevensche Wetering. De bewoning van De Hoeven werd in het midden van de 14e eeuw al gemeld in schriftelijke documenten. Daarmee duikt De Hoeven in documenten al eerder op dan Haarsteeg. De buurtschap kende in 1840 130 inwoners. In het begin van de 21ste eeuw was dat gegroeid tot boven de 300. Tot de buurtschap wordt ook de bewoning langs de Heusenseweg en de landerijden van Het Zand gerekend.
De buurtschap was tussen 1935 en 1997 verdeeld over de gemeente Vlijmen en Heusden. Wel werd ze altijd formeel als onderdeel gezien van het dorp Haarsteeg. Pas sinds 2018 valt de buurtschap qua postcodes ook in haar geheel onder Haarsteeg.

## Tweede Wereldoorlog
In de nacht van 17 juni 1944 is een viermotorige geallieerde bommenwerper in deze buurtschap neergestort. Het brandende vliegtuig verwoestte drie huizen, waarop het neerstortte. Nog eens acht huizen brandden direct af. Doordat de bommenwerper nog bommen bij zich had, ontploften die bij de brand, met schokgolven tot gevolg. Daardoor raakte nog eens een tiental andere huizen zwaar beschadigd. Er vielen acht doden, daarbij ging het allemaal om bewoners van de buurtschap. De bemanningsleden van het vliegtuig waren al eruit gesprongen.
Dorpen: Doeveren · Drunen · Elshout · Haarsteeg · Hedikhuizen · Heesbeen · Herpt · Heusden · Nieuwkuijk · Oudheusden · Vlijmen

Buurtschappen en gehuchten: De Hoeven · Fellenoord · Giersbergen · Kuiksche Heide · Luttelherpt · Voordijk · Wolfshoek

Noord-Brabant: Steden en dorpen      Nederland: Provincies · Gemeenten